# Andy Williams (chanteur)
Pour les articles homonymes, voir Williams et Andy Williams.
Howard Andrew Williams, né le 3 décembre 1927, à Wall Lake (Iowa, États-Unis), mort le 25 septembre 2012, est un chanteur américain de variétés.
Andy Williams a enregistré 18 disques d'or et trois de platine, connu principalement pour son interprétation de Moon River de Johnny Mercer et Henry Mancini. Il a eu son propre show télévisé de variétés de 1962 à 1971 et est aussi propriétaire du Moon River Theatre à Branson (Missouri).

## Biographie

### Jeunesse et formation
Williams naît à Wall Lake dans l'Iowa, il est le fils de Jay Emerson et de Florence (née Finley) Williams.
Son premier contact avec le chant a lieu dans un chœur d'enfants à l'église presbytérienne locale. Andy et ses trois frères aînés, Bob, Don et Dick forment un quartet, les Williams Brothers (en), vers la fin des années 1930, et se font entendre à la radio dans le Midwest, d'abord sur WHO à Des Moines (Iowa), puis, ultérieurement, sur WLS à Chicago (Illinois) et WLW à Cincinnati (Ohio).
Williams suit ses études secondaires à la Western Hills High School (Cincinnati, Ohio) (en) qu'il achève à l'University High School (Los Angeles) (en).
Les Williams Brothers font une prestation avec Bing Crosby sur son disque à succès Swinging on a Star en 1944. Ceci leur permet d'effectuer des représentations en night-club avec l'artiste de variétés Kay Thompson de 1947 à 1951.

### Carrière en solo
La carrière en solo de Williams commence en 1952 après que ses frères eurent cessé leurs prestations. Il enregistre six morceaux sous le label « X » chez RCA Victor mais aucun n'a de véritable succès. Après s'être finalement fait connaître dans le show télévisé Tonight Show de Steve Allen en 1955, il signe un contrat d'enregistrement avec Cadence Records, un petit label de New York dirigé par Archie Bleyer. Son troisième single, Canadian Sunset en 1956 atteint le Top Dix, et sera suivi par le seul hit no 1 au Billboard : Butterfly en 1957.
Plusieurs succès suivent, dont The Hawaiian Wedding Song (no 11 aux États-Unis), Are You Sincere (no 3 aux États-Unis), The Village of St. Bernadette (no 7 aux États-Unis), Lonely Street (no 5 aux États-Unis), et I Like Your Kind Of Love (no 8 aux États-Unis) avant que Williams ne délaisse New-York pour Los Angeles en entrant chez Columbia en 1961, et ne place Can't Get Used to Losing You au deuxième rang du Billboard.

En matière de popularité, la période Cadence fut l'apogée pour Williams bien que les chansons qu'il enregistra chez Columbia devinrent des tubes plus marquants. Deux succès de l'époque Cadence qui furent dans le Top Dix, Butterfly et I Like Your Kind of Love furent considérés comme ne correspondant pas au style ultérieur de Williams et ne furent pas inclus dans la compilation, produite par Columbia, de ses plus grands succès des années 1960 chez Cadence.
En 1964, Williams devient finalement propriétaire du répertoire de Cadence dont il accorde occasionnellement les licences à Columbia, non seulement de ses propres enregistrements mais aussi de ceux de ses collègues de la période Cadence, The Everly Brothers, Lenny Welch, The Chordettes et Johnny Tillotson. En 1968, bien qu'il soit toujours sous contrat avec Columbia pour ses propres enregistrements, Williams crée une entreprise indépendante, la Barnaby Records (en) dans le but de gérer la réutilisation des ressources de Cadence telles que celles des Everly Brothers (l'un des premiers albums parus sous le label Barnaby fut un double album de ce groupe, composé de succès introuvables depuis longtemps) mais aussi de nouveaux artistes. Barnaby édite également des succès qui se voient classés au Top 40 dans les années 1970 avec un artiste, nouveau pour l'époque, Ray Stevens (qui avait remplacé Williams pour un concert à l'été 1970), dont les chansons Everything Is Beautiful en 1970 et The Streak en 1974 finissent toutes deux classées au Top Dix.
En 1970 également, Barnaby sort le premier album d'un chanteur-compositeur inconnu à l'époque, Jimmy Buffett, Down to Earth, produit par Travis Turk. Columbia géra, au début, la distribution des disques Barnaby puis cette gestion passa aux mains de MGM Records (filiale de MGM) et enfin de GRT. Lorsque Barnaby cesse ses activités de compagnie de disques, à la fin des années 1970, Williams accorde, après 1980, les licences de l'ancien répertoire de Cadence à divers autres labels tels que Varese & Rhino aux États-Unis
Dans les années 1960, Williams devient l'un des chanteurs les plus populaires du pays et il signe un contrat qui est, pour l'époque, le plus important qui ait jamais été proposé. Il est avant tout un artiste d'albums et il engrange plus de disques d'or qu'aucun chanteur en solo à l'exception de Frank Sinatra, Johnny Mathis et Elvis Presley. Au total, il décroche 18 récompenses en or. Parmi ses albums à succès de cette période, se trouvent Moon River, Days of Wine and Roses (no 1 pendant 16 semaines à la mi-1963), The Andy Williams Christmas Album, Dear Heart, The Shadow of Your Smile, Love, Andy, Get Together with Andy Williams, et Love Story. Ces enregistrements, avec son affinité naturelle pour la musique des années 1960 et du début des années 1970, font de lui l'un des premiers chanteurs « easy listening » de cette époque. Au Royaume-Uni, Williams conserva son statut d'habitué des hits jusqu'en 1978. Les albums Can't Help Falling in Love (1970), Andy Williams Show (1970), Home Lovin Man (no 1 en 1971), Solitaire (1973), The Way We Were (1974) et Reflections (1978) furent tous classés au Top Dix.
Williams collabora indirectement avec Henry Mancini mais ils n'enregistrèrent jamais ensemble. En 1962, on demanda à Williams de chanter la chanson Moon River de Mancini et Johnny Mercer à la cérémonie de remise des Oscars (où Mancini remporta l'Oscar de la meilleure chanson originale (1961), thème principal du film Diamants sur canapé) et elle devint rapidement la chanson fétiche de Williams. (Moon River ne fut jamais un succès de hit parade pour lui). L'année suivante, Williams chanta Days of Wine and Roses écrit par Mancini et Mercer (cette chanson gagna le même Oscar pour le film Le Jour du vin et des roses). Deux ans plus tard, il chanta la chanson de Mancini Dear Heart à la cérémonie des Oscars de 1965 où la chanson était nommée et, aux Oscars de 1966, The Sweetheart Tree (chanson nommée, également écrite avec Mercer).
Le 5 août 1966, l’hôtel-casino le Cæsars Palace (14 étages et 700 chambres) ouvre ses portes à Las Vegas (Nevada) avec la représentation de Rome Swings dans lequel Williams apparaissait. Il chanta en direct devant une salle comble au studio du Circus Maximus. Il fut tête d'affiche au Cæsars pendant les vingt années qui suivirent.
En 1968, Columbia édita un disque 45 tours de deux chansons que Williams chanta à l'enterrement de son ami proche Robert F. Kennedy (Bob Kennedy) : Ave Maria et The Battle Hymn of the Republic. Ces titres ne furent jamais édités sur un album.
Williams entra aussi en compétition sur le marché des singles à destination des adolescents et eut plusieurs succès classés au hit-parade dont Can't Get Used to Losing You, Happy Heart et Where Do I Begin, la chanson-thème du film à succès de 1970, Love Story. En plus, Williams atteint le Top Dix des classements britanniques avec Almost There (1965), Can't Help Falling in Love (1970), Home Lovin' Man (1970) et Solitaire (1973).
Williams et Petula Clark enregistrèrent Happy Heart à la même période, juste avant qu'il ne soit invité pour la deuxième fois dans l'émission spéciale sur NBC-TV. Ignorant qu'elle aussi enregistrait la chanson pour un single, il demanda l'autorisation de la chanter dans le spectacle. Cette publicité fit qu'il eut plus de succès qu'elle avec cet air. La chanson  Happy Heart est interprétée pendant la scène finale du film de Danny Boyle, Petits meurtres entre amis (Shallow Grave) ainsi que pendant le générique de fin.
Profitant de son expérience avec Allen et quelques spectacles de variétés de courte durée des années 1950, il devint la vedette de son propre show télévisé de variétés en 1962. Cette série d'émissions, le Andy Williams Show, remporta trois Emmy Awards pour la meilleure série de variétés. Parmi les invités réguliers de son spectacle se trouvaient les Osmond Brothers, il fait également connaître les chanteurs afro-américains de la Motown comme les Temptations, Gladys Knight & the Pips, les Supremes, le Jackson five. Il cessa ce spectacle de variétés en 1971 alors qu'il avait encore du succès et réduisit ses apparitions à trois « spéciales » par an. Ses « spéciales » de Noël qui parurent régulièrement depuis 1974 et de façon intermittente de 1982 jusqu'aux années 1990, furent parmi les plus populaires du genre. Williams a enregistré huit albums de Noël pendant cette période et on l'appela M. Noël (M.. Christmas) dans les articles.
Andy a été invité à la plupart des spectacles télévisés des Grammy Awards, depuis les 13e en 1971 jusqu'au 19e en 1977, totalisant sept spectacles consécutifs. Il revint à la télévision pour présenter une émission d'une demi-heure en 1976–77.
Au début des années 1970, lorsque l'administration de Richard Nixon essaya d'expulser John Lennon, Andy Williams fut un défenseur véhément du droit des Beatles à rester sur le sol des États-Unis.
Une caricature d'Andy Williams a été incluse dans le montage de caricatures présentées sur la couverture de l'album de 1973 de Ringo Starr, Ringo.
Williams chanta aussi l'hymne national américain au 7e Super Bowl en 1973 avec les « Little Angels of Holy Angels Church » à Chicago (Illinois).

### Tournée nationale à succès
Son enregistrement de 1967, Music to Watch Girls By, fut une énorme surprise pour un nouvel auditoire de jeunes, en 1999, lorsqu'il atteint la place de no 9 au hit-parade britannique après avoir servi dans la nouvelle publicité télévisée pour la Fiat Punto — et plus tard pour celle du Pepsi Diet — surclassant la place de no 33 de 1967. Une nouvelle génération se souvint des enregistrements de Williams et une tournée britannique à guichets fermés résulta du succès du single; Williams fut surnommé « The Emperor of Easy » (l'Empereur du facile à écouter) au Royaume-Uni.
En 2002, il chanta Can't Take My Eyes Off You avec l'actrice et chanteuse britannique Denise van Outen. Pratiquement tout ce que Williams a enregistré est actuellement disponible en CD grâce à une série de compilations produites entre 1997 et 2006.
Il effectua une tournée à guichets fermés au Royaume-Uni et en Asie durant l'hiver et l'été 2007, au cours de laquelle il se produisit dans plusieurs salles de concerts importantes dont le Royal Albert Hall, chantant, entre autres classiques, Have I Told You Lately de Van Morrison.
Andy revint dans les classements de singles britanniques avec son enregistrement de 1963, It's The Most Wonderful Time Of The Year en décembre 2007 grâce à une publicité pour Marks & Spencer, atteignant le rang de no 21 dès son entrée dans le classement britannique, ainsi que celui de no 108 dans le Top 200 européen. En 2008, il chanta en playback l'enregistrement vieux de 45 ans de Bienvenue au Père Noël (Welcome Santa) à la fin du Macy's Thanksgiving Day Parade.

### Vie privée

#### Divers
Williams était un ami proche de Bob Kennedy et de sa femme Ethel Kennedy et soutint celui-ci durant sa campagne pour les présidentielles de 1968. Williams était présent à l'hôtel Ambassador quand Bob Kennedy fut assassiné en juin 1968. Williams chanta solennellement The Battle Hymn of the Republic à ses funérailles, à la demande de sa veuve Ethel,,. En août 1969, plus d'un an après ce décès de Bob Kennedy, Andy et Claudine donnèrent le prénom de Robert (Bobby) à leur fils nouveau-né. L'amitié de Williams avec Ethel Kennedy a perduré, Andy lui servant régulièrement d'escorte durant les événements des années 1970. Bien que Williams ait été l'ami de Bob et Ethel Kennedy, il affirme qu'il est depuis toujours un républicain qui a grandi dans l'Iowa en chantant dans des chœurs religieux et qu'il se sent comme chez lui à Branson.
Les maisons de Williams ont été présentées dans le magazine Architectural Digest (en) et Williams est catalogué comme collectionneur d'art moderne. Williams est un golfeur passionné et a fréquenté le tournoi de golf du PGA Tour sur le parcours de Torrey Pines à San Diego de 1968 à 1988. Aujourd'hui connu comme le « Andy Williams San Diego Open », le tournoi, aussi appelé Buick Invitational, a usuellement lieu en février et depuis 2010, il prend le nom du Farmers Insurance Open.
Le lieu de naissance de Williams dans l'Iowa est une attraction touristique et est ouvert la majeure partie de l'année.

#### Mariage
Williams rencontra la Française Claudine Longet en s'arrêtant sur le bord d'une route de Las Vegas pour lui venir en aide. Elle était, à l'époque, danseuse aux Folies Bergère. Ils se marient le 15 décembre 1961. Leur union vit naître trois enfants, Noelle, Christian et Robert au cours des huit années qui suivirent. Après une longue séparation, Andy Williams et Claudine Longet divorcèrent en 1975. En mars 1976 toutefois, lorsque Claudine Longet fut inculpée pour avoir abattu son compagnon, le skieur alpin Spider Sabich à Aspen (Colorado), Williams joua un rôle public dans les événements qui suivirent, l'accompagnant et la ramenant au tribunal, témoignant au sujet de son caractère durant le procès et lui assurant assistance. Longet déclara que le coup de feu était accidentel et fut finalement condamnée à une peine de trente jours de prison qu'elle purgea à sa convenance. Peu après, Longet prit des vacances au Mexique avec son avocat Ron Austin qu'elle épousa en juin 1985. Ils demeurent dans la région d'Aspen,,.
Andy Williams se remaria, le 3 mai 1991, avec Debbie Meyer qu'il rencontra par l'intermédiaire d'un ami commun. Ils habitèrent à Branson (Missouri) et à La Quinta (Comté de Riverside en Californie).

#### La fin
Andy Williams décède, chez lui, des suites d'un cancer de la vessie à l'âge de 84 ans. Les cendres d'Andy Williams ont été dispersées à Branson.

## Le Moon River Theatre

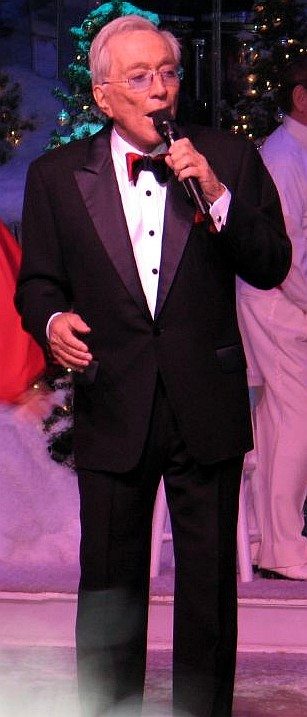
Andy Williams sur scène dans son théâtre Moon River fin 2006.

En juin 1991, son frère Don l'invita dans la petite ville de Branson dans les monts Ozark. À cette époque, Don était l'agent artistique de l'artiste de variétés Ray Stevens qui venait juste d'ouvrir un théâtre à Branson. Pendant qu'il assistait au spectacle de Ray, Andy fut encouragé par de nombreux invités de Branson à ouvrir une salle dans la ville. Ceci incita Andy à faire bâtir son propre théâtre à Branson, à partir d'août 1991, en prévoyant l'ouverture pour le 1er mai 1992 sous le nom de « Moon River Theatre ». Le nom était celui d'une chanson qu'il rendit célèbre dans le film Diamants sur canapé (en anglais Breakfast at Tiffany's). Ce fut le premier théâtre à être présenté dans le magazine Architectural Digest (en) et il gagna, en 1992, le Prix de la Sauvegarde attribué par l'État du Missouri,,.
Le théâtre fut conçu pour se fondre dans le paysage accidenté des Monts Ozark. Un jour qu'Andy se rendait à Big Cedar Lodge, il aurait remarqué des décors rocheux et dit : « Regardez-moi ça! Ça pourrait faire une entrée. » Il avait initialement prévu un théâtre de style « marbre » rappelant le Dorothy Chandler Pavilion à Los Angeles mais il changea bientôt d'idée. La Larson Company de Tucson (Arizona) façonna un morceau de rocher en bordure de la route express 65 du Missouri et le théâtre se retrouva bientôt submergé de cascades, de bassins remplis de carpes koï, de fougères et d'arbres originaires des Monts Ozark. L'intérieur du théâtre englobe l'extérieur. Des arbres et des plantes sont visibles depuis les trois halls du théâtre. Des planchers de chêne sont associés à des murs couverts de lamelles d'acajou d'Afrique et couverts d'images du Andy Williams Television Show. La passion d'Andy pour l'art peut être ainsi perçue. Depuis le début de sa carrière, Andy avait accumulé nombre de peintures et de sculptures et il décida de garnir son théâtre de sa collection. Frankenthaler, Diebenkorn, Oldenburg, Pollock, Klee et Moore sont quelques noms des artistes présentés au Moon River Theatre. L'auditorium du théâtre peut recevoir 2 054 personnes. Les sièges sont placés à la façon de ceux d'un stade pour avoir la meilleure vue. Les sièges et les moquettes sont coordonnés avec la collection de tapis navajos d'Andy et sont vert forêt, magenta, or et bleu. Dix-neuf kimonos japonais sont exposés à l'intérieur de l'auditorium. La scène a accueilli de nombreux spectacles et invités célèbres. Andy a été rejoint sur scène par Glen Campbell, Ann-Margret, Petula Clark et Charo. Le théâtre a également accueilli Phyllis Diller, Pat Boone, les Osmond Brothers, Robert Goulet, Rich Little, Shari Lewis & Lamb Chop, David Copperfield, Pat Benatar et Broadway on Ice avec les vedettes Nancy Kerrigan, Tara Lipinski et Rudy Galindo. En novembre et décembre de chaque année, est présenté le Andy Williams Christmas Show.
Lorsqu'il débuta, le spectacle d'Andy s'avéra exceptionnel car c'était le premier spectacle non « country » à être présenté dans cette ville la plus country music de l'époque. On raconta que, de retour en Californie, beaucoup le découragèrent de faire un changement si téméraire mais c'était ce qu'il voulait. D'autres artistes non-country comme Bobby Vinton, Tony Orlando (en) Wayne Newton et les Osmond Brothers le suivirent bientôt.
Andy et sont théâtre figurèrent dans trois épisodes du soap opera As the World Turns en juillet 2007. Les Simpson eurent pour vedette Andy et son Moon River Theatre dans un épisode intitulé Bart on the Road : Nelson Muntz est un fan d'Andy Williams et, dans l'épisode, il force sa bande à faire un détour par Branson pour qu'il puisse voir son idole. La brute fond en larmes lorsque Williams chante Moon River pendant le deuxième rappel.
Au printemps 2007, Andy ouvrit le Moon River Grill adjacent à son théâtre de Branson. Le restaurant est décoré de photographies du Andy Williams Television Show avec des vedettes dont Elton John, Sammy Davis Jr. et Diana Ross. L'art a une place centrale dans le restaurant avec des œuvres de plusieurs artistes comme Andy Warhol et Robert Indiana.
En 2007, Williams apparut plusieurs fois en tant qu'invité dans le soap As the World Turns sur la chaîne de télévision CBS lorsqu'une partie des acteurs (Gwen, Will, Cleo, Jade, Luke, Maddie et Noah) vint à Branson pour un concert de Gwen Munson (en) qui avait lieu au Moon River Theatre.

## Hommages et distinctions
Le Président Ronald Reagan a déclaré sa voix National treasure (en) / Trésor national ,.
Dans le premier épisode de la saison 24 de la série télévisée Les Simpson diffusé le 30 septembre 2012, on lui rend hommage à la fin avec à côté son personnage des Simpsons[réf. nécessaire].
- 1963 : disque d'or décerné par la Recording Industry Association of America, pour l'album "Days of Wine & Roses"[42],
- 1963 : disque d'or décerné par la Recording Industry Association of America, pour l'album "Moon River & Other Great Movie Themes"[42],
- 1964 : disque d'or décerné par la Recording Industry Association of America, pour l'album "Calling me Irresponsable"[42],
- 1964 : disque d'or décerné par la Recording Industry Association of America, pour l'album "The Wonderful World Of Andy Williams"[42],
- 1965 : disque d'or décerné par la Recording Industry Association of America, pour l'album "Dear Heart"[42],
- 1965 : disque d'or décerné par la Recording Industry Association of America, pour l'album "Great Songs From My Fair Lady"[42],
- 1966 : disque d'or décerné par la Recording Industry Association of America, pour l'album "The Shadow of your Smile"[42],
- 1967 : disque d'or décerné par la Recording Industry Association of America, pour l'album "Born Free"[42],
- 1968 : disque d'or décerné par la Recording Industry Association of America, pour l'album "Honey"[42],
- 1968 : disque d'or décerné par la Recording Industry Association of America, pour l'album "Love Andy"[42],
- 1969 : disque d'or décerné par la Recording Industry Association of America, pour l'album "Happy Heart"[42],
- 1970 : disque d'or décerné par la Recording Industry Association of America, pour l'album "Get Together"[42],
- 1971 : disque d'or décerné par la Recording Industry Association of America, pour l'album "Andy William's Greatest Hits"[42],
- 1972 : disque d'or décerné par la Recording Industry Association of America, pour l'album "Love Theme From the Godfather"[42],
- 1981 : disque d'or et disque de platine, décernés par la Recording Industry Association of America, pour l'album "We Need a Little Christmas"[42],
- 1982 : cérémonie d'inscription de son étoile sur le Walk of Fame d'Hollywood[43].
- 1986 : disque d'or décerné par la Recording Industry Association of America, pour l'album "Love Story"[42],
- 1986 : disque d'or décerné par la Recording Industry Association of America, pour l'album "The Andy Williams Christmas Album"[42],
- 1986 : récipiendaire de la Ellis Island Medal of Honor (en) décernée par la Ellis Island Honors Society (en)[44],
- 1989 : disque d'or décerné par la Recording Industry Association of America, pour l'album "Merry Christmas"[42],

## Discographie

### Cadence Records
- Andy Williams Sings Steve Allen, 1957, CLP 1018 (Mono)
- Andy Williams, 1958 (compilation of A and B sides of second through seventh Cadence singles), CLP 3002 (Mono)
- Andy Williams Sings Rodgers and Hammerstein, 1958, CLP 3005 (Mono), CLP 25005 (Stéréo)
- The Village of St. Bernadette, 1959, CLP 3038 (Mono), CLP 25038 (Stéréo)
- Lonely Street, 1959, CLP 3030 (Mono), CLP 25030 (Stéréo)
- Two Time Winners, 1960, CLP 3026 (Mono), CLP 25026 (Stéréo)
- Andy Williams Sings Steve Allen, réédition, 1960, CLP 3027 (Mono), CLP 25027 (Stéréo)
- To You, Sweetheart, Aloha, 1960, CLP 3029 (Mono), CLP 25029 (Stéréo)
- Under Paris Skies, with Quincy Jones, 1961 (dernier album de nouveauté de William pour Cadence), CLP 3047 (Mono), CLP 25047 (Stéréo)
- Andy Williams' Best, 1962 (compilation incluant des singles qui n'étaient jamais sortis sur des albums), CLP 3054 (Mono), CLP 25054 (Stéréo)
- Million Seller Songs, 1962, CLP 3061 (Mono), CLP 25061 (Stéréo)

### Columbia Records
- Danny Boy and Other Songs I Love to Sing, 1962, CL 1751 (Mono), CS 8551 (Stéréo)
- Moon River and Other Great Movie Themes, 1962 (Certifié  Or par le RIAA), CL 1809 (Mono), CS 8609 (Stéréo)
- Warm and Willing, 1962, CL 1879 (Mono), CS 8679 (Stéréo)
- Days of Wine and Roses, AKA Can't Get Used To Losing You, 1963, , CL 2015 (Mono), CS 8815 (Stéréo), SBPG 62146 (Stéréo)
- The Andy Williams Christmas Album, 1963 (Certifié  Platine par le RIAA), CL 2087 (Mono), CS 8887 (Stéréo)
- The Wonderful World of Andy Williams, 1964, , CL 2137 (Mono), CS 8937 (Stéréo)
- Call Me Irresponsible, 1964, , CL 2171 (Mono), CS 8971 (Stéréo)
- The Great Songs from My Fair Lady and Other Shows, 1964, , CL 2205 (Mono), CS 9005 (Stéréo)
- Dear Heart, 1965, , CL 2338 (Mono), CS 9138 (Stéréo)
- Hawaiian Wedding Song, 1965 (reissue of the Cadence Records album To You Sweetheart, Aloha), CL 2323 (Mono), CS 9123 (Stéréo)
- Canadian Sunset, 1965 (réédition de la compilation Cadence Records de 1962 Andy Williams' Best), CL 2324 (Mono), CS 9124 (Stéréo)
- Merry Christmas, 1965, , CL 2420 (Mono), CS 9220 (Stéréo)
- Andy Williams' Newest Hits, 1966 (compilation of early Columbia singles), CL 2383 (Mono), CS 9183 (Stéréo)
- The Shadow of Your Smile, 1966, , CL 2499 (Mono), CS 9299 (Stéréo)
- In the Arms of Love, 1967, CL 2533 (Mono), CS 9333 (Stéréo)
- Born Free, 1967, , CL 2680 (Mono), CS 9480 (Stéréo)
- Love, Andy, 1967, , CL 2766 (Mono), CS 9566 (Stéréo) (dernier album paru avec les formats Mono et Stéréo)
- Honey, 1968, , CS 9662
- Happy Heart[45], 1969, , CS 9844
- Get Together with Andy Williams, 1969, , CS 9922
- The Andy Williams' Sound of Music, 1969, CS 9751/9752 (Double LP)
- Raindrops Keep Fallin' on My Head, 1970, CS 9896 (Gatefold sleeve)
- Andy Williams' Greatest Hits, 1970, , KCS 9979
- The Andy Williams Show, 1970, KC 30105
- Love Story, 1971, , KC 30497, CQ 30497 (Quadriphonie)
- You've Got a Friend, 1971, KC 30797, CQ 30797 (Quadriphonie)
- Speak Softly Love (Love Theme from The Godfather) 1972, , KC 31303, CQ 31303 (Quadriphonie)
- Alone Again (Naturally), 1972, KC 31625 (Stereo), CQ 31625 (Quadriphonie)
- Solitaire, 1973, KC 32383
- Andy Williams' Greatest Hits Vol. II, 1973, KC 32384
- The Way We Were, 1974, KC 32949
- You Lay So Easy on My Mind, 1974, KC 33234, CQ 33234 (Quadriphonie)
- Christmas Present, 1974, 3C 33191
- The Other Side of Me, 1975, PC 33563
- Andy, 1976, PC 34299, PCQ 34299 (Quadriphonie)
- Let's Love While We Can, 1980 (sorti aux États-Unis en 2004)

### Autres éditeurs
- Christmas With Andy Williams And The Williams Brothers, Barnaby, 1971, (Columbia Special Products), C 10105
- Greatest Love Classics, with the Royal Philharmonic Orchestra, EMI, 1984
- Close Enough for Love, Atco, 1986
- I Still Believe in Santa Claus, Curb, 1990
- Nashville, Curb, 1991. réédité en 1998 sous le titre de Best Of Country
- The New Andy Williams Christmas Album, Laserlight, 1994
- We Need A Little Christmas, Unison, 1997,
- It's a Wonderful Christmas, Publishing Mills, 1997
- Lonely Street, Varese Sarabande, 302 066 119 2, 2000 (dont 4 chansons bonus)
- To You Sweetheart, Aloha, Varese Sarabande, 302 066 253 2, 2001 (dont 4 chansons bonus)
- Andy, Collectables, COL-CD-7495, 2002, (dont 8 chansons bonus)
- Easy Does It, Metro, 2002
- Together, 2006, duo avec Petula Clark auteur et compositeur
- I Don't Remember Ever Growing Up, Demon, 2006

### Compilations d'intérêt «collectors»
- 16 Most Requested Songs, Columbia/Legacy, 1986
- 16 Most Requested Songs Encore, Columbia/Legacy, 1995
- I Like Your Kind Of Love, The Best of the Cadence Years, Varese Sarabande, VSD-5644, 1997
- Hits From Cadence, Victor, VICP-41130, 1999 (Japan only)
- Complete Columbia Chart Singles Collection, Taragon, 2002
- 25 All-Time Greatest Hits 1956-1961 The Cadence Years, Varese Sarabande, 302 066 303 2, 2002
- Best Of The 70s, Columbia, 510868 2, 2003
- B Sides and Rarities, Collectables, COL-CD-7529, 2003, (contient des enregistrements allant jusqu'à 1948, plusieurs d'entre eux n'ayant jamais été édités auparavant)

## Filmographie
- Janie (1944)
- Kansas City Kitty (en) (1944)
- Ladies' Man (en) (1947)
- Something in the Wind (1947)
- The Man in the Moon (1960)
- I'd Rather Be Rich (en) (1964)
- Dorival Caymmi (1999) (documentaire)
- Jay Sebring (2009) (documentaire)

## Films publicitaires
- Honda : Impossible Dream (2005, 2009)
- Marks and Spencer Christmas Advert 2007 (publicité de Noël 2007)